# Laevisuchus indicus
Laevisuchus indicus ("cocodrilo ligero de la India") es la única especie conocida del género extinto Laevisuchus de dinosaurio terópodo noasáurido, que vivió a finales del período Cretácico superior, hace aproximadamente 70 millones de años, en el Maastrichtiense, en lo que hoy es el subcontinente indio. Se calcula que llegó a medir 2 metros de largo, 90 centímetros de alto y a pesar unos 30 kilogramos.  La especie tipo es Laevisuchus indicus. El nombre genérico se deriva del latín laevis , "ligero" y el nombre griego del dios egipcio del cocodrilo, Soukhos. El nombre específico significa "indio" en latín. Se conoce solo por tres vértebras cervicales, GSI K20/613, GSI K20/614 y GSI K27/696 y una vértebra dorsal, GSI K27/588. Huene y Matley no asignaron un holotipo y nunca se eligió un lectotipo de los sintipos. Todos los restos excepto GSI K27/696 se perdieron, GSI K20/613 fue redescubierto en 2012.
Sus restos fueron encontrados por Charles Alfred Matley en la Formación Lameta cerca de Jabalpur, en la India y descrito por los paleontólogos Friedrich von Huene y  Matley en 1933. Conocido solo por tres vértebras, se lo clasificó junto al Microvenator, dentro de Coelurosauria. Sin embargo, un análisis realizado en 2004 ha demostrado que es un abelisauroide debido a sus largas epífitas, un par de agujeros en el centro y las espinas neurales bajas y triangulares. Las vértebras se asemejan específicamente a las de losfamilia Noasauridae, estando más emparentado con otros depredadores de Gondwana, tales como el Noasaurus y el Masiakasaurus debido a que tienen más espinas neurales colocadas en la parte anterior y epífisis reducidas en la parte posterior.